# Granaster
Granaster is een geslacht van zeesterren uit de familie Stichasteridae.

## Soort
- Granaster nutrix (Studer, 1885)